# Peter J. Boldt
Peter Johan Magnus Boldt, född 28 september 1946 i Helsingfors, död 29 oktober 2017 i Helsingfors, var en finländsk ekonom  som arbetade länge som expert på FFC och var huvudsakligen ansvarig för internationella frågor.  
Boldt studerade nationalekonomi och statistik vid Helsingfors universitet och blev politices magister 1972. Han arbetade först på Löntagarnas ekonomiska forskningscentral, därefter vid Nordens Fackliga Samorganisations kansli i Stockholm 1979–1982. Sedan var han anställd som ekonom vid FFC 1982–2005.
Boldt representerade FFC vid EU:s ekonomiska och sociala kommitté från 2002 till 2005. Han var också medlem i den finska GATT- delegationen 1986 till 1994 och WTO- delegationen 1996 till 2005. Han deltog också i flera statliga kommittéer och arbetsgrupper, till exempel miljöskyddsrådet från 1976 till 1980. 
Boldts far var överste Lauri Boldt och hans mor var biblioteksrådet Barbro Boldt. Hildur Boldt (f. 1981), nuvarande (2020) verksamhetsledare för Finlands svenska socialdemokrater, är hans dotter.